# Совка Гайварда
Совка Гайварда (Divaena haywardi) — вид комах з родини Noctuidae. Єдиний вид роду.

## Морфологічні ознаки
Розмах крил — 30-37 мм. Основний фон передніх крил від червонувато-жовтого до коричневого, кругла та ниркоподібна плями великі, облямовані темно-коричневим. Задні крила жовті з чорними штрихами вздовж жилок та чорним зовнішнім краєм, оторочка жовта.

## Поширення
Східносередземноморський реліктовий вид, поширений на Балканському півострові (Греція, південна Болгарія), о. Кіпр та в Туреччині.
В Україні зустрічається в Кримських горах.

## Особливості біології
Дає одну генерацію на рік. Літ імаго спостерігається з червня до початку вересня (переважно в липні-серпні) на висоті 600–1500 м н. р. м. Самиця відкладає близько 80-90 яєць, ембріональний розвиток триває близько 17 діб. Гусінь живиться на трав'янистих рослинах, зокрема на кульбабі, латуку, подорожнику. Заселяє переважно гірські схили.